# Ø
"Ø", "ø" is een klinker en een letter die gebruikt wordt in het Deens, Faeröers en Noors en bestaat uit een O of o met een schuine streep.
De uitspraak van de klinker is ongeveer als het Nederlandse "eu" (fonetisch symbool: [ø]) in het woord "reus".
De oorsprong van de letter is een ligatuur voor de tweeklank "oe", waarbij de horizontale/diagonale lijn van de "e" door de "o" heen wordt geschreven, zodat de ø ontstond.
In modern Deens, Faeröers en Noors is de Ø een aparte letter, en geen ligatuur of variant van de "O". Het symbool "ø" wordt ook in het Internationaal Fonetisch Alfabet gebruikt om de eu-klank van verschillende talen aan te duiden.
De equivalente letter in het Duits, IJslands en Zweeds is de "Ö". De letter is niet equivalent met "Ö" in Fins, Estisch, Hongaars en Turks, aangezien de "Ö" daar niet het resultaat van umlaut is. Het cyrillische alfabet gebruikt "Ө" als equivalente letter.
In het Deens en het Noors (alleen in de schrijftaal Riksmål) is ø ook het woord voor "eiland".

## Wiskunde en techniek
In de verzamelingenleer is ∅ (een grote cirkel met een schuine streep) het symbool voor een lege verzameling of voor de onmogelijke oplossingsverzameling. Buiten de wiskunde wordt dit symbool soms gebruikt als afkorting voor niets.
In de techniek wordt het teken ⌀ (een cirkel met een schuine streep) gebruikt om de diameter van bijvoorbeeld een duiker of buis mee aan te geven. Het teken staat aangegeven als Unicode 2300 in de ISO-10646. De grootte van het teken is afhankelijk van het gebruikte lettertype en de gebruikte software. Zo maakt een tekenprogramma als Revit er automatisch een groter teken van en een programma als Word een klein teken van. In beide gevallen blijft het U+2300 en is de grootte van het symbool afhankelijk van software en lettertype.
- ⌀1000 = een diameter van 1000 mm (= 1 m) (spreek uit: "rond duizend")
- ⌀ = een afkorting voor een benzeenring in de organische chemie

## Computertoepassingen
- Op Deense, Faeröerse en Noorse toetsenbordindelingen heeft de ø een aparte toets.
- Op de Amerikaans-internationale toetsenbordindeling die in Nederland gebruikt wordt, kunnen ø en Ø met de combinaties Alt Gr+L en ⇧ Shift+Alt Gr+L worden getypt.
- Op de Apple Macintosh is de combinatie Option+O of ⇧ Shift+Option+O.
- Op een toetsenbordindeling waar geen speciale toets of toetsencombinatie voorhanden is, zijn de combinaties voor Ø en ø respectievelijk Alt+157 en Alt+155 en ook Alt+0216 en Alt+0248.
- In HTML worden de codes &Oslash; en &oslash; voor respectievelijk Ø en ø gebruikt. In de ISO 8859-1 of Unicode-tekensets zijn de codes voor Ø en ø respectievelijk 0216 en 0248, of D8 en F8 in hexadecimaal. In Code page 437 is code 237 (0xED) onder andere te gebruiken voor de ø.[1]
- Op Linux met het X Window System kan de ø ingevoerd worden met Compose+/+o en Ø met Compose+/+O.